# Hermandad Universitaria (Córdoba)
La Hermandad del Santo Cristo de la Universidad, Nuestra Señora de la Presentación y Santo Tomás de Aquino es una Hermandad de culto católico de la ciudad de Córdoba (España). Tiene su sede canónica en la Basílica del Juramento de San Rafael, y realiza su Estación de Penitencia en la tarde-noche del Martes Santo. 

## Historia
La Hermandad fue fundada el 19 de diciembre de 1989, estableciéndose en la Iglesia de San Pedro de Alcántara, junto a la Facultad de Filosofía y Letras. Sin embargo, no sería hasta noviembre de 2006 cuando obtendría el título de Hermandad de Penitencia, realizando su primera salida procesional en el Jueves de Pasión de 2007, en absoluto silencio, y  con la imagen de Nuestra Señora de la Presentación portada en parihuelas. Se trató de un hecho inédito en la ciudad, pues era la primera vez que una Hermandad penitencial salía fuera de la Semana Santa. Ya al año siguiente, la Dolorosa salió en su paso actual a costaleros.
En 2009 los hermanos dejan de ir con traje oscuro y visten por primera vez el hábito nazareno. Éste, llamó la atención desde un principio por no ser el hábito tradicional de túnica con cubrerrostro con capirote, sino que cubrían sus cabezas y los rostros con una capucha de color negro, así como el resto del hábito. 
2010 fue un año especialmente importante, pues se bendijo la imagen del Santísimo Cristo de la Universidad, la cual se incorporaría al cortejo en el Jueves de Pasión de 2011. De esta salida, destacó la entrada por primera vez de la Hermandad al interior de la Mezquita-Catedral para hacer Estación de Penitencia ante el Santísimo Sacramento.
El 14 de marzo de 2012 trasladó su sede a la Iglesia del Juramento de San Rafael debido a las obras de restauración que se iban a acometer en San Pedro de Alcántara. Finalmente, el Jueves de Pasión de ese año, a fecha de 29 de marzo, la Hermandad salió desde su antigua sede canónica y se recogió en su nueva sede, pasando por primera vez por calles del barrio de San Andrés y el Realejo. No obstante, y a pesar de este gran cambio, la Hermandad siguió acudiendo al primer templo de la Diócesis en su Estación de Penitencia del año 2013. Incluso, discurrió por el recorrido de la Carrera Oficial (Calle Claudio Marcelo y la Plaza de las Tendillas).
Finalmente, en el año 2014, se incorporó a la Semana Santa, saliendo el Martes Santo, siendo la única Hermandad de silencio de ese día.

## Imágenes titulares

### Santo Cristo de la Universidad
Es una obra del escultor Juan Manuel Miñarro López del año 2010. Desde antes de que fuera tallada, se tenía claro desde el seno de la Hermandad de que éste debía tener factura tradicional, pero también la particularidad de presentar un físico inspirado en el Hombre de la Sábana Santa de Turín. Para ello, se contó con numerosos detalles anatómicos supervisados incluso por equipos de médicos.
El objetivo de todo esto era conseguir que la imagen fuera lo más realista posible. De hecho, la imagen tiene el aspecto de un fallecido una hora antes, con el vientre inflamado. Incluso puede apreciarse la arena incrustada (traída de Tierra Santa) en las heridas de las rodillas, fruto de las tres caídas que sufrió Jesús de camino al Gólgota. Los clavos están clavados en las muñecas, tal como se hacían en las crucifixiones. A consecuencia de esto, los pulgares están doblados hacia las palmas, y la sangre que mana de las heridas es la producida antes y después de la muerte. En las heridas de los latigazos, se puede apreciar las marcas dejadas por las bolas de metal que tenían los látigos en los extremos. El tradicional cartel sobre la cruz está escrito en latín, griego y arameo, y contiene faltas de ortografía. Esto se trata de un gesto despectivo y de burla, proclamando su condición de Rey de los judíos, pero al mismo tiempo tratando de forma despectiva a los que escribieron el cartel: los soldados romanos. Estos,  al no ser letrados, era lo más que posible que contuviera faltas, tal como se refleja en la imagen.
Su paso está realizado en madera, con cuatro hachones en sus esquinas como elemento de iluminación, y una estructura rocosa que ocupa la gran parte de la superficie del paso.  Se trata de un Calvario diseñado por Alberto Villar Movellán, el cual pretende asimilarse a la cima del Gólgota donde se acometió la Crucifixión de Jesús. Está basado en los estudios del Gólgota del arquitecto Christos Katsimbinis y el Padre Florentino Díez, y un fanal doctoral dedicado al  monje  armenio  del  siglo  X  San Gregorio de Narek,  declarado  Doctor  de  la  iglesia  en  2015. 

### Nuestra Señora de la Presentación

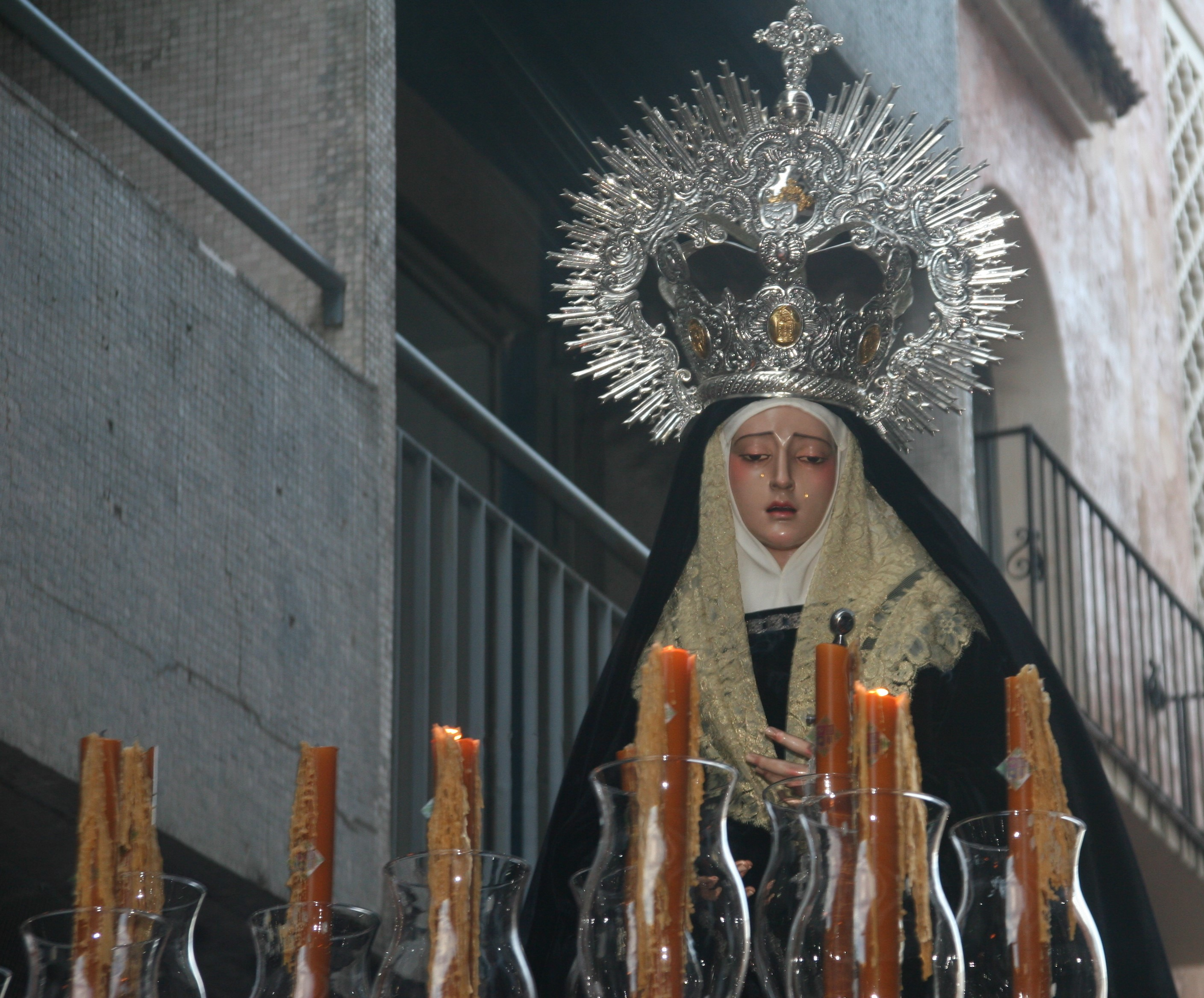
Nuestra Señora de la Presentación.

Obra del imaginero Miguel Ángel González Jurado, en 1990. Se trata de la imagen de una Dolorosa que, a diferencia de la gran mayoría, contempla un puñal, en lugar de presentarlo clavado en el pecho. Este es el símbolo de los padecimientos del anciano Simeón al presentar a Jesús en el templo. Dicho puñal viene a representar el cumplimiento de la profecía, por la cual cuando termine la Pasión, habrá atravesado simbolicamente el corazón de María, tal y como aparece representado en el resto de Dolorosas.
Su paso de salida, sin palio, está realizado en madera y presenta una iluminación muy particular: cuatro candelabros con doce velas, una por cada Apóstol; y treinta y cinco fanales rodeando el paso, los cuales vienen a representar a los Doctores de la Iglesia.

## Hábito nazareno
A diferencia del resto de Hermandades de Córdoba, los hermanos de la Universitaria subren su cabeza con un cubrerrostro una y capucha de sayal en lugar del tradicional capirote. Ambos elementos son de color negro. Su túnica también es de sayal negro, y está inspirada en el hábito de San Pedro de Alcántara, atada con cordón blanco; sobre los hombros, muceta de lo mismo.  Sus pies están calzados y sólo son cubiertos con alpargatas de esparto negras.

## Acompañamiento musical
La Cofradía realiza su Estación de Penitencia en absoluto silencio, con el único sonido de una campana que es tocada por un nazareno junto a la Cruz de Guía, anunciando el avance de la corporación.

## Recorrido
- Recorrido de ida: Plaza de San Rafael (Salida - 17:15), Arroyo de San Rafael, Arroyo de San Lorenzo, Ronda de Andújar, Plaza de la Magdalena, Ancha de la Magdalena, Alfonso XII, Plaza de S. Pedro, Don Rodrigo, Lineros, Lucano, Cardenal González, Ronda de Isasa.
- Recorrido oficial: Triunfo, Torrijos, Perdón, Patio Naranjos, SANTA IGLESIA CATEDRAL, Patio Naranjos, M. González Francés.
- Recorrido de vuelta: Cardenal González, Lucano, Lineros, Carlos Rubio, Pza de la Almagra, Gutiérrez de los Ríos, Fernán Pérez de Oliva, Realejo, Sta. María de Gracia, Plaza de San Rafael (Entrada - 23:20).

## Paso por la Carrera Oficial
| Predecesor: La Agonía | Orden de entrada en la carrera oficial (Martes Santo) Segundo lugar | Sucesor: El Císter |